# Ascension-fregatfugl
Ascension-fregatfugl (Fregata aquila) er en fugleart, der lever på Ascension (Atlanterhavet).